# 高圖斯
高圖斯公司（Altos Computer Systems）由David G. Jackson 和 Roger William Vass Sr于1977年在美國創立，公司名稱來自於創始人之一居住的加利福尼亞州洛思阿圖斯山丘。高圖斯曾是UNIX系統世界頂尖製造商、UNIX系統第二大供销商，在1980年代初卖了大约13,000个基于XENIX的系统。1990年，高圖斯被宏碁以9400萬美元併購，成為宏碁伺服器產品線Acer Altos。

## 經典產品
- Tandy 6000

Unix System III的版本曾被移植到這款經典機型。
- ACS 8000
- ACS 8600

## 外部參考
- Taiwanese May Acquire Altos Computer （页面存档备份，存于）